# Arsameia am Nymphaios

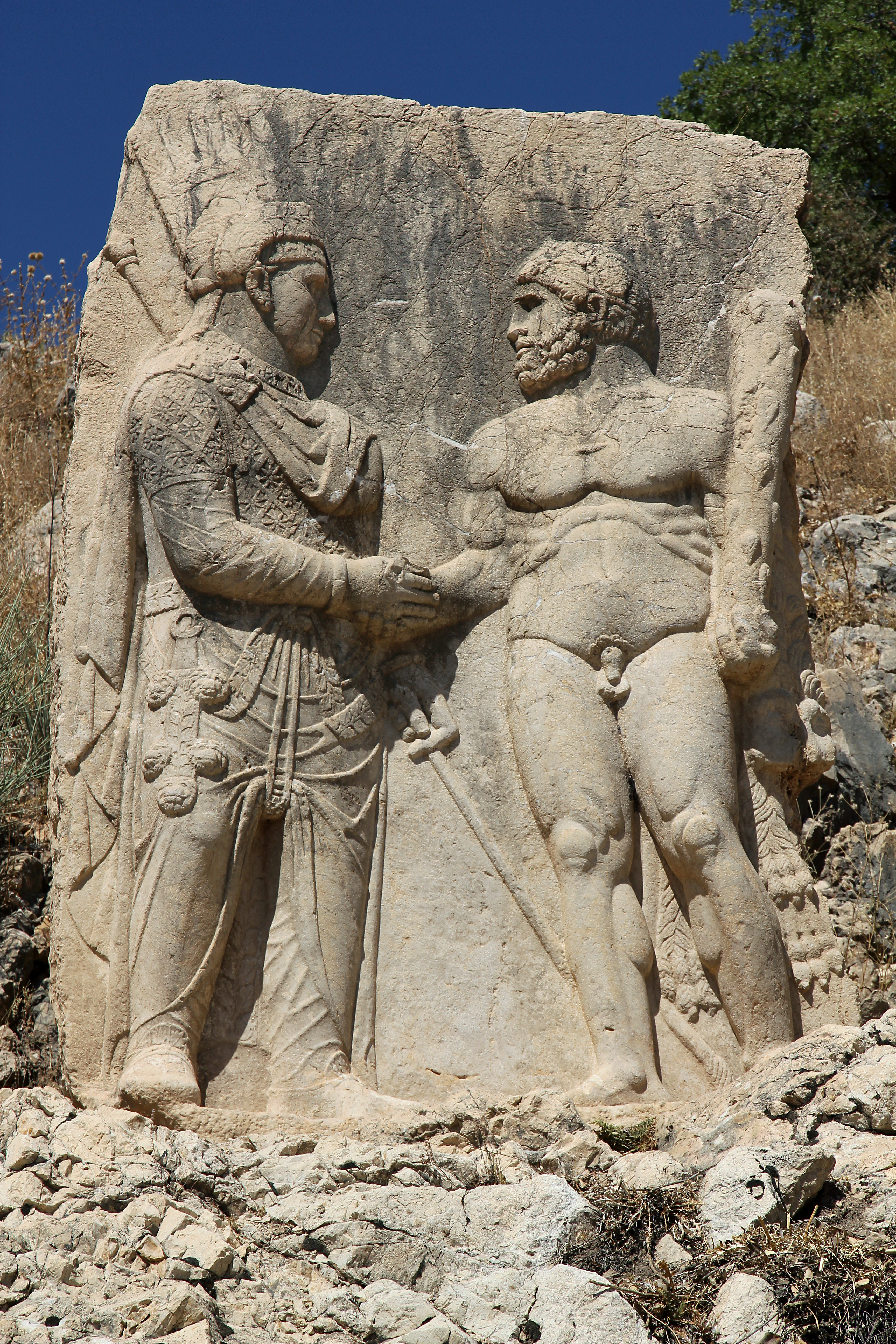
Dexiosisrelief mit Mithridates oder Antiochos und Herakles bei Sockelanlage III

Arsameia am Nymphaios (türkischer Name Eski Kale, deutsch Alte Burg) ist eine antike Stadt bei dem Ort Kocahisar (früher Eski Kahta), Kreis Kâhta in der türkischen Provinz Adıyaman. Der antike Nymphaios ist der heutige Kahta Çayı. Arsameia war Residenzstadt des Königreichs Kommagene. Es ist vor allem bekannt durch das Hierothesion von König Mithridates I. Kallinikos, das ihm sein Sohn und Nachfolger Antiochos I. dort errichtete.

## Geschichte
Koordinaten: 37° 56′ 34″ N, 38° 39′ 25″ O
| Arsameia |

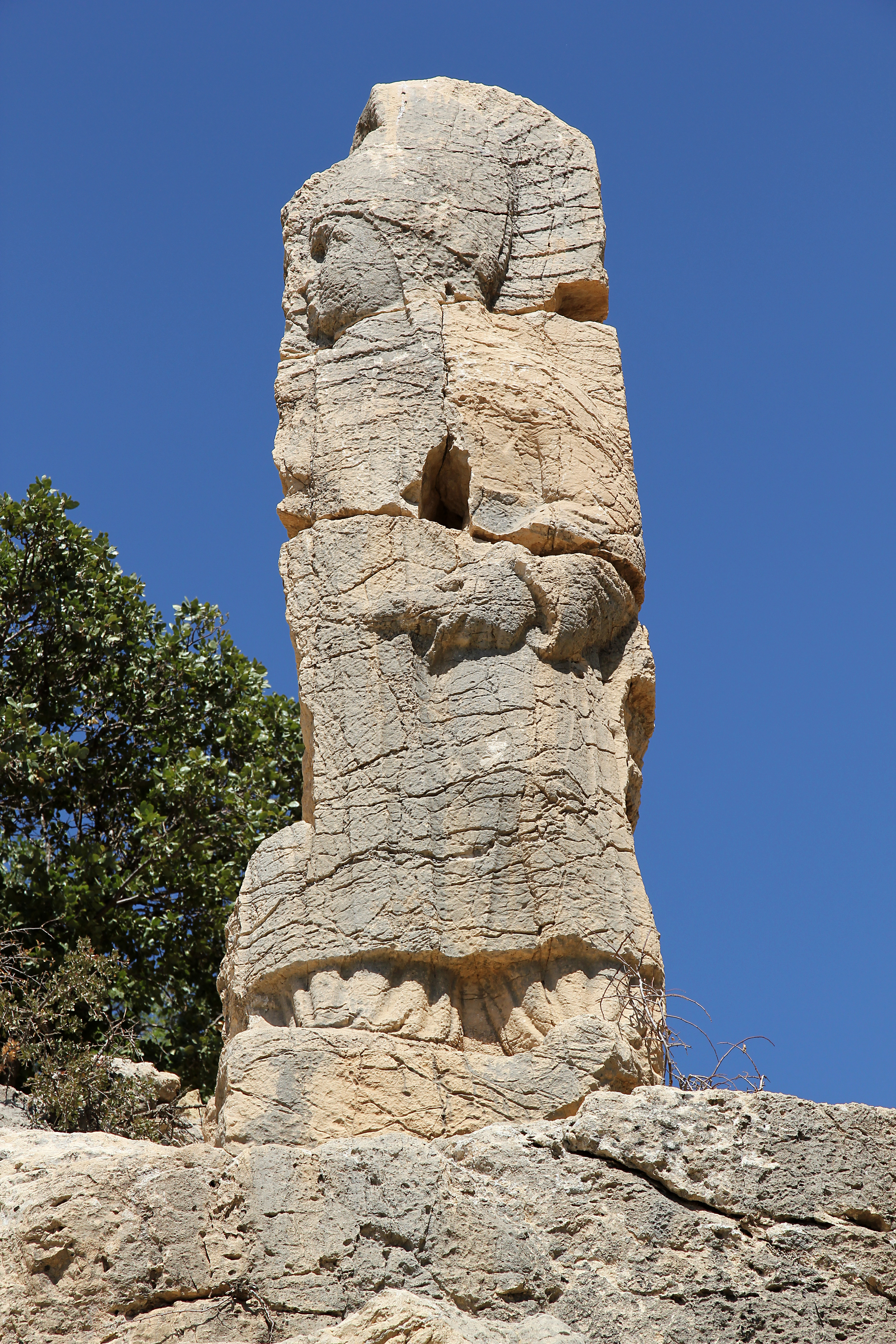
Mithrasrelief bei Sockelanlage II, rechte Hälfte einer Dexiosis, wahrscheinlich mit Antiochos oder Mithridates

Arsameia wurde im dritten Jahrhundert v. Chr. vom armenischen König Arsames (255–225 v. Chr.) gegründet. Dieser nahm 235 v. Chr. den Seleukiden Antiochos Hierax auf dessen Flucht vor seinem Bruder Seleukos II. auf, der vom kommagenischen König Antiochos I. später als sein Vorfahr bezeichnet wurde. Die Stadt war schon zu römischer Zeit wieder verlassen, Steine der dortigen Grabbauten wurden von römischen Soldaten für den Brückenbau benutzt.

## Hierothesion
Das griechische Wort Hierothesion (ἱεροθέσιον) ist eine nur aus Kommagene bekannte Bezeichnung für den heiligen Grabbezirk von Angehörigen des Königshauses. Neben dem Hierothesion, das Antiochos sich selbst am Nemrut Dağı baute, und dem zweiten am Karakuş, das sein Sohn Mithridates II. für die weiblichen Angehörigen des Königshauses errichtete, befindet sich in Arsameia das dritte, die Grabstätte und der dazugehörige Kultbezirk für Antiochos’ Vater Mithridates. Ein Prozessionsweg führt in Z-Form den Berg hinauf und passiert dabei drei Stellen, die der Entdecker Friedrich Karl Dörner mit Sockelanlage I–III bezeichnete. An der ersten davon, Sockelanlage II, steht das als Mithras-Relief bezeichnete Fragment. Es ist der rechte Teil einer Dexiosis, die Antiochos oder Mithridates beim Handschlag mit dem Sonnengott Mithras zeigt. Mit dieser im ganzen Kommagene verbreiteten Art der Darstellung stellt Antiochos sich und seine Angehörigen mit den Göttern auf eine Stufe. Dörner konnte Unter- und Oberteil der Mithras-Hälfte wieder aufrichten, von der linken Hälfte wurde nur ein Schulterteil gefunden, das Dörner aber anhand der Kleidung als einen der beiden Könige identifizierte.

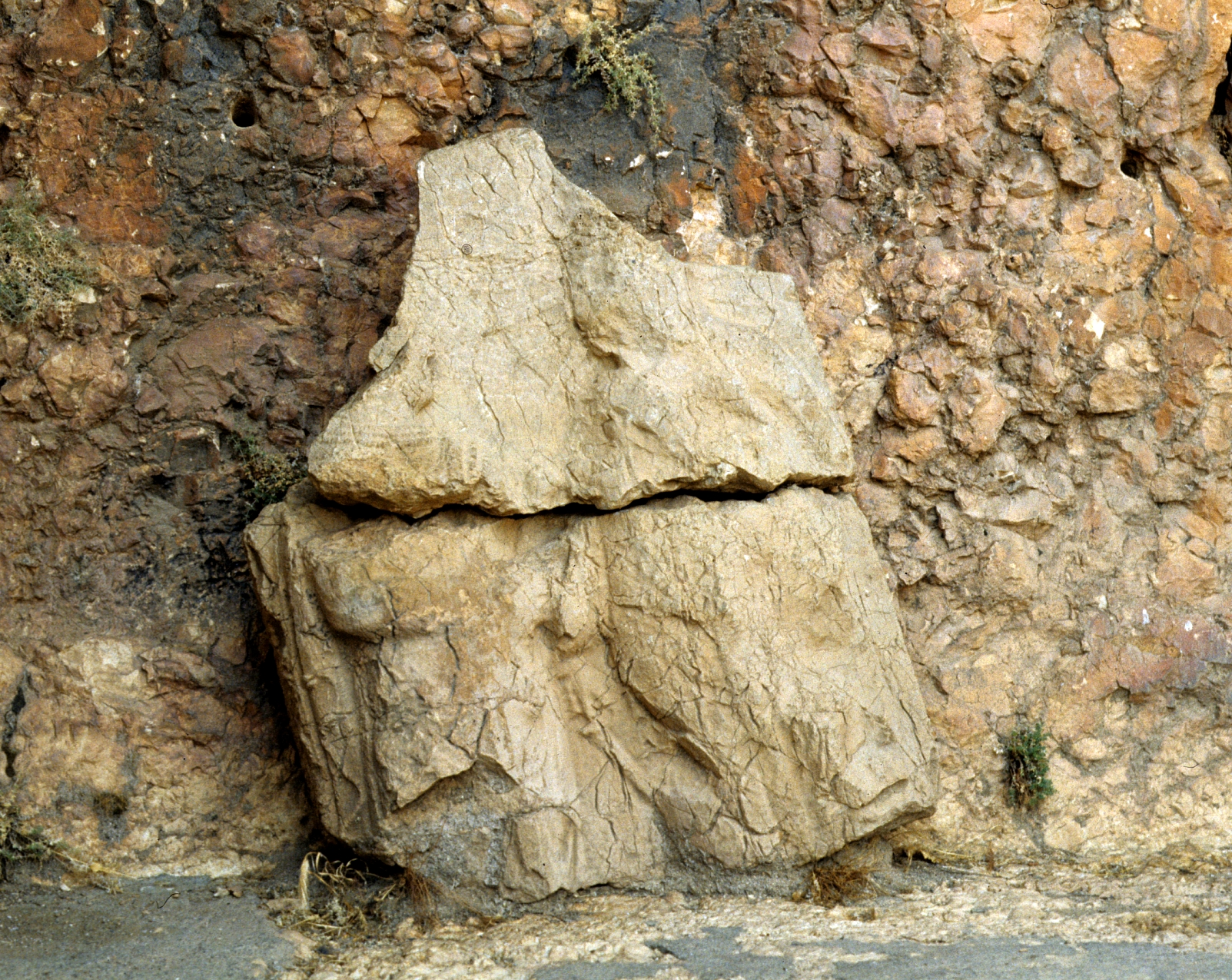
Dexiosis-Fragment auf Sockelanlage I, rechts oben der Strahlenkranz um das Haupt des Mithras

An der ersten Kehre des Weges liegt Sockelanlage I. Hier sind ebenfalls Reste von Dexiosis-Darstellungen zu sehen, bei denen die Abgebildeten aber noch nicht identifiziert werden konnten. Darüber hinaus ist hier eine Halle in den Fels gehauen, von der 14 Stufen in einen weiteren, neun Meter hohen und etwa acht mal acht Meter großen Raum hinab führen. Dessen Funktion ist unklar, Dörner hält ihn für eine Mithras-Kultstätte, andere Archäologen vermuten hier die Grablege von Mithridates.

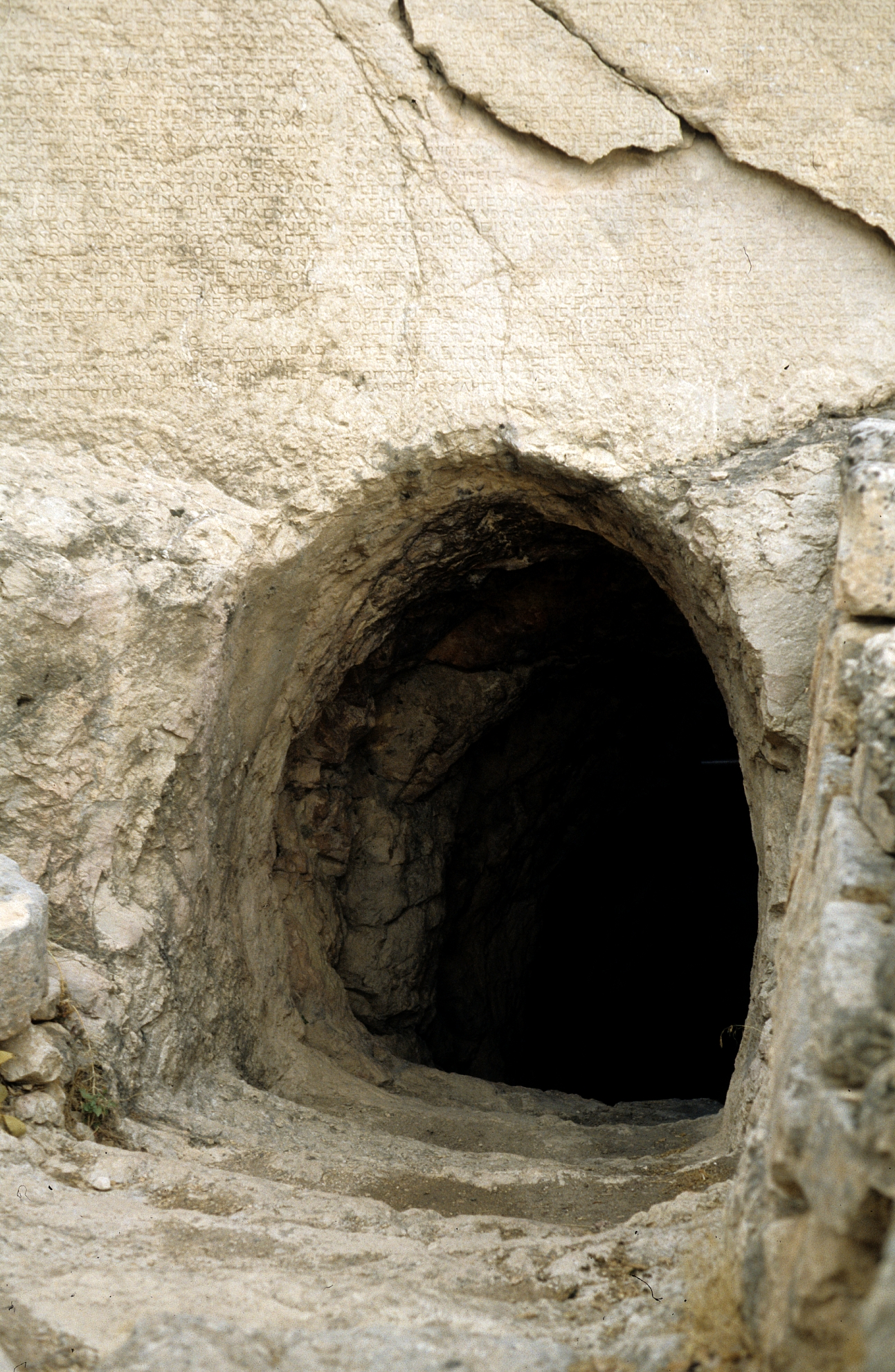
Inschriftenwand und Tunneleingang Sockelanlage III

Der Weg führt weiter zur Sockelanlage III. Hier findet sich auf einer Felswand die fünfkolumnige Inschrift des Antiochos, in der er über die Gründung der Stadt und den Bau des Hierothesions berichtet und außerdem detaillierte Vorschriften für die Durchführung der zu vollziehenden Kulthandlungen erlässt. Da die Inschrift schon seit antiker Zeit fast vollständig von Erde bedeckt war, ist sie in einem hervorragenden Zustand. Im unteren Teil der Schriftwand beginnt ein schräg abwärts in den Fels getriebener Gang, der nach 158 m blind endet. Über seine Funktion ist nichts bekannt. Oberhalb der Wand steht das am besten erhaltene Dexiosis-Relief von Kommagene. Es zeigt einen der beiden Könige Antiochos oder Mithridates beim Handschlag mit dem nackten Herakles, kenntlich gemacht durch eine Keule.
Von dieser Sockelanlage aus führt der Prozessionsweg weiter zum Gipfel des Berges. Dort wurden Gebäudefundamente mit Mosaikfußböden gefunden, die ins zweite vorchristliche Jahrhundert datiert werden können. Aufgrund von Skulpturfragmenten nimmt Dörner an, dass hier der mit Statuen geschmückte Grabbau des Mithridates stand.

## Yenikale und Taubenschloss

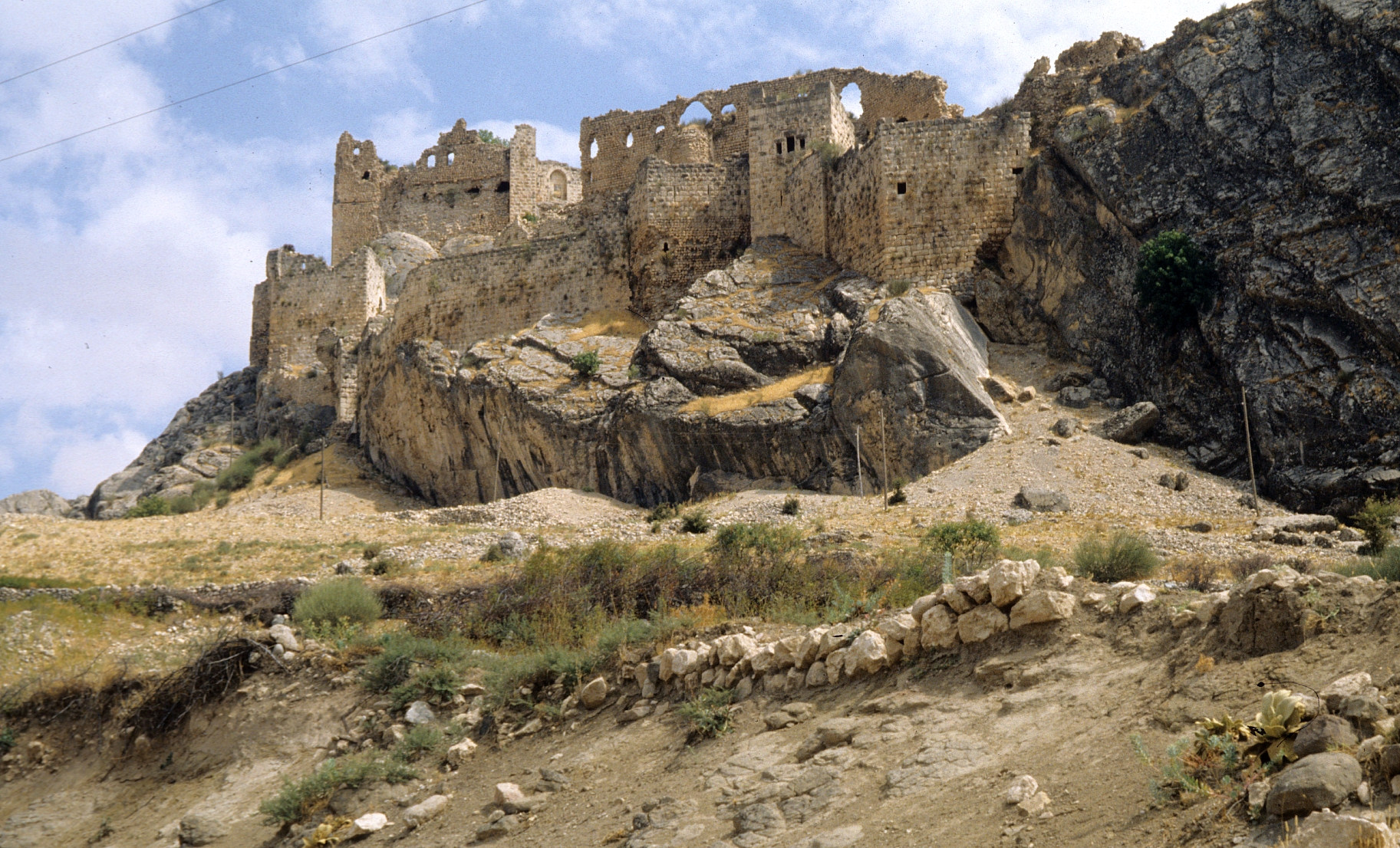
Mamelukenfestung Yenikale

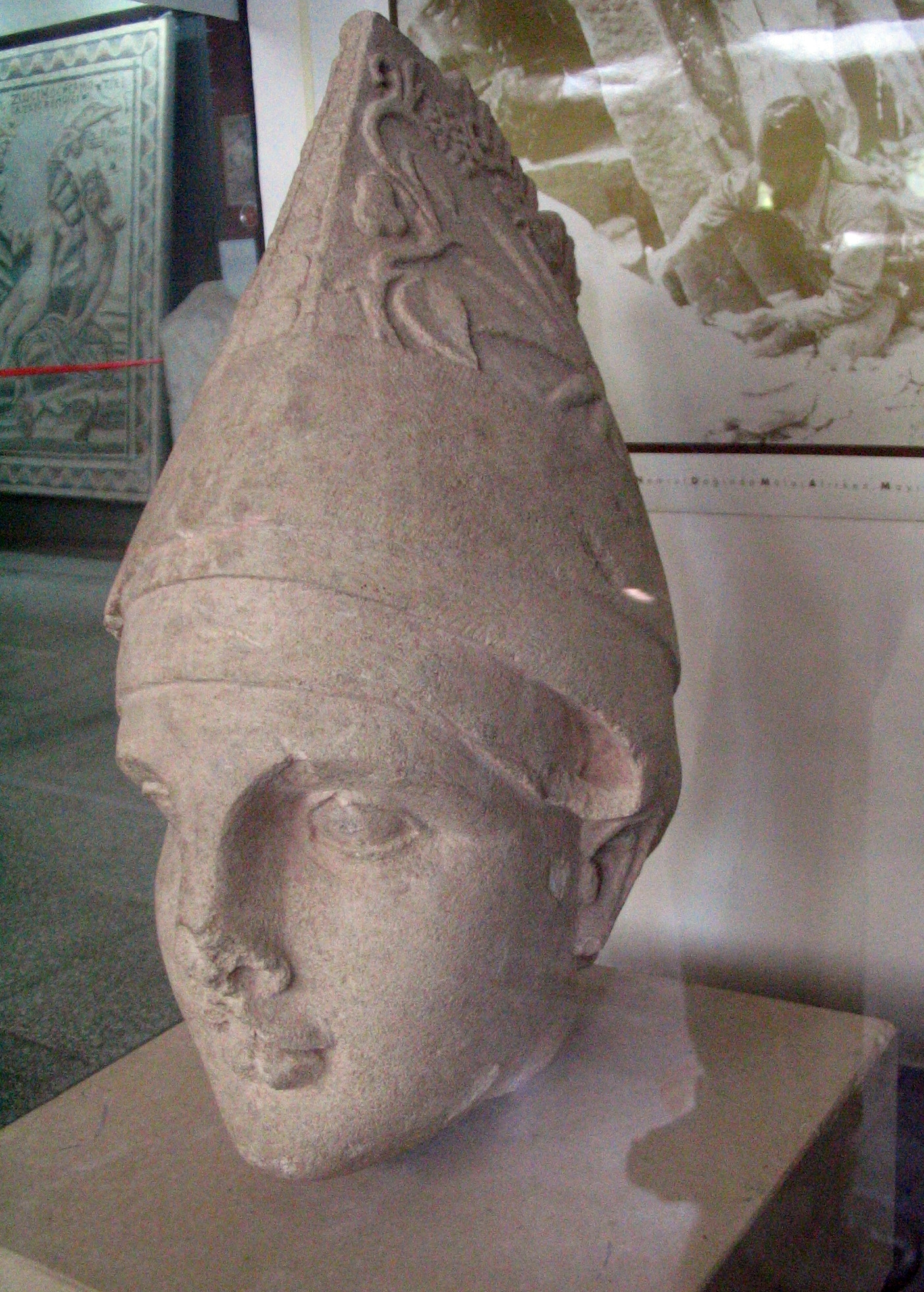
Kopf des Antiochos vom Plateau im Museum Gaziantep

Etwa zwei Kilometer entfernt, auf der anderen Seite des Kahtaçay, liegt die Burg Yenikale (deutsch Neue Burg). Hier lagen laut der Inschrift bei Sockelanlage III Palastgebäude der kommagenischen Herrscher. Heute ist dort eine Mamelukenburg zu sehen. In ihrem Inneren finden sich Bau- und Restaurierungsinschriften der Sultane Kala'un (1279–90), Aschraf Chalil (1290–93) und Nasr Mohammed (1293–1341). Es ist aber nachgewiesen, dass ein Vorgängerbauwerk bereits 1286 von Kara Sonkar, dem Statthalter von Aleppo erobert und zerstört wurde. Von der Unterburg auf der dem Fluss zugewandten Seite führt ein Gang zu einem Taubenschloss genannten Gebäude, das unter einem überhängenden Felsvorsprung angelegt ist. Es diente der Wasserversorgung der Burg sowie, über eine Brücke, auch der Eski Kale. Im Obergeschoss ist ein Raum als Brieftaubenstation eingerichtet, mit rechteckigem Einflugloch und 32 Nischen als Nistplätzen. Sie diente bereits im 13. Jahrhundert der Nachrichtenübermittlung, als Sultan Kala'un sich vor der Schlacht von Homs über Truppenbewegungen der gegnerischen Mongolen unterrichten ließ.

## Eisenfeld
Im Westen der beiden Berge von Yenikale und Eskikale entdeckten Dörner und sein Mitarbeiter Wilhelm Winkelmann auf einem Feld einen Eisenschmelzbezirk, den ersten in Kommagene. Es wurden Reste von Ofenwandungen, Schlackenstücke, Ofensauen (Reste von Roheisen bei der Eisengewinnung), aber auch Scherben und Münzen gefunden.

## Forschungsgeschichte
Im Zuge der Erforschung des Nemrut Dağı wurde der deutsche Archäologe Friedrich Karl Dörner 1951 von Einheimischen auf einen Bilderstein aufmerksam gemacht. Bei der Untersuchung stellte dieser sich als das Relief mit der Mithrasdarstellung von Sockelanlage II heraus. Als er danach die Schriftwand von Sockelanlage III fand und wegen des guten Erhaltungszustand auch sofort lesen konnte, konnte er den Ort als die kommagenische Residenzstadt Arsameia identifizieren. 1953 erhielt er die erste Grabungsgenehmigung. Gemeinsam mit der Amerikanerin Theresa Goell legte er in den Jahren 1953–56 die heute sichtbaren Funde frei. Ab 1963 fanden erneut Grabungen statt. Ein Teil der Funde ist im Archäologischen Museum von Gaziantep ausgestellt.